# (33090) 1997 XT11
1997 XT11 (asteroide 33090) é um asteroide da cintura principal. Possui uma excentricidade de 0.06128500 e uma inclinação de 16.17616º.
Este asteroide foi descoberto no dia 13 de dezembro de 1997 por Beijing Schmidt CCD Asteroid Program em Xinglong.